# 朱介凡
朱介凡（1912年9月28日—2011年10月1日），字依萍，別號壽堂，筆名一平、陳敷、張大山、漆思魯、秋暉，湖北武昌人，中華民國臺灣警備總司令部人物、記者、俗文學研究者、文學家。

## 生平
1928年擔任陸軍93師書記，1932年入中央陸軍軍官學校政訓研究班第一期受訓，次年受任第32軍團指導員、並畢業於革命實踐研究院第二十期、聯戰班第九期。
在記者界，曾任《蜀東新聞報》編輯、漢口《現代社會》月刊、《新民報．浪花》週刊、《膠東新聞．狂濤》周刊等主編、《臺灣新生報》撰述委員，漢口《正義報》副社長。在軍旅，十七歲任中尉，二十三歲任中校，二十九歲任上校，曾任師政訓處長與政治部主任、軍校總隊政治指導員與訓育科長、空軍大隊新聞室主任，臺灣保安司令部與警備總部政治部副主任。在文學界，曾為中國文藝協會、中國語文學會、中國民俗學會、中華民國專欄作家協會名譽理事。
創作文類包含論述、散文、小說、傳記。其著作以俗文學方面為主，如中國諺語、歌謠、戲曲等民俗史料。1936年與黃谷農合作收集諺語與歌謠。1942年，拜黎錦熙為師。1966年以憑一己之力完成的《中華諺語志》獲中山學術文化基金會第一屆中山學術獎。並曾獲中國文藝協會榮譽文藝獎章、中國語文學會諺語研究獎。1984年與古屋二夫、林海音合作，纂《中國古典小說集諺》。
臺灣白色恐怖時期，朱介凡在警總任職十三年，並任職政治部副主任。他自己也有同感，在《我愛中華》這本書裡說：「當時的保安司令部，是個好可怕的機關。我以一個司令部政治部副幕僚長身分，初次去保安處察看，猶感到幾分不自在的氣氛。」中華民國海軍白色恐怖事件受難者、《跨世紀的糾葛》作者子丹以「掛狗頭賣羊肉」比喻朱介凡不像一般的警總人。
朱介凡曾在該時期暗中幫助不認識、被關進監牢的某知名作家、以及某客家裔的台灣文學家。2011年，正好與洪義男同天去世。

## 作品
- 《日本的成功與失敗》，中央陸軍軍官學校第七分校，1939年7月
- 《人性、黨性、階級性、民族性論》，改造出版社，1951年6月
- 《另一個戰場的勝利》，中國新聞出版公司，1953年12月（張大山編）
- 《諺話甲編》，新興書局，1957年4月
- 《我歌且搖（諺話乙編）》，世界書局，1959年6月
- 《台灣紀遊》，復興書局，1961年4月
- 《擺江》，新興書局，1961年10月
- 《聽人勸（諺話丙編）》，世界書局，1961年10月
- 《中國風土諺語釋說》，新興書局，1962年12月
- 《方言記事示例》，志成出版號社，1963年6月
- 《五十年來的中國俗文學》，正中書局，1963年8月（與婁子匡合著）
- 《中國諺語論》，新興書局，1964年12月
- 《心潮》，自由太平洋文化事業公司，1965年8月
- 《泡沫》，台灣商務印書館，1967年8月
- 《雞兒喔喔啼》，台灣書店，1967年9月
- 《大陸文藝世界懷思》，台灣商務印書館，1969年5月
- 《閒話吃的藝術》，華欣文化事業中心，1972年7月
- 《中國歌謠論》，台灣中華書局，1974年3月
- 《譬喻諺語集》，天一出版社，1974年4月
- 《南風流水》，白雲文化事業有限公司，1977年11月
- 《中國兒歌》，純文學出版社，1977年12月
- 《文史論叢》，黎明文化事業公司，1981年3月
- 《武昌起義的前導：彭楚藩、劉復基、楊宏勝傳》，近代中國出版社，1982年12月
- 《朱介凡自選集》，黎明文化事業公司，1983年4月
- 《白洋淀雜憶》，台灣中華書局，1983年12月
- 《中國謠俗論叢》，聯經出版，1984年6月
- 《俗文學論集》，聯經出版，1984年1月
- 《文學評論集》，台灣商務印書館，1985年7月
- 《渤海大隊的弦歌》，黎明文化事業公司，1986年3月
- 《中國諺語裡的歷史傳說》，台灣省政府新聞處，1987年6月
- 《中華諺語志》，台灣商務印書館，1989年8月（本文十冊，索引一冊）
- 《海天情湧》，爾雅出版社，1994年8月
- 《中國民俗學歷史發微》，新文豐出版公司，1994年9月
- 《百年國變》，爾雅出版社，2004年2月